# Coregonus palaea
Coregonus palaea is e straalvinnige vissensoort uit de familie van de zalmen (Salmonidae), en onderfamilie houtingen. Het is een endemische vissoort uit Zwitserland. De vissoort wordt daar Palée genoemd.

## Kenmerken
De vis kan 45 cm lang worden. Deze houtingsoort onderscheidt zich op een aantal punten van andere soorten die in dit meer voorkomen, onder andere het aantal kieuwboogaanhangsels (gemiddeld 22 tot 32), oogdiameter en de pigmentatie van de vinnen.

## Verspreiding en leefgebied
De soort is alleen bekend van het Zwitserse Meer van Neuchatel, het Meer van Biel en het Meer van Murten. De vis is geïntroduceerd in het Meer van Genève en meerdere Franse en Zwitserse meren. De vis houdt zich op in de openwaterzone. Er zijn vormen beschreven die laat in de winter (februari) in 50 m diep water paaien, maar meestal wordt in december in water in de oeverzone boven grind gepaaid.

## Status
De vis is door eutrofiëring van het water verdwenen uit het Meer van Murten. Over de andere meren zijn geen schadelijke factoren bekend die voor de populatie bedreigend zijn. Om deze reden staat deze soort als niet bedreigd op de Rode Lijst van de IUCN.